# Lismore (Minnesota)
Lismore – miasto w Stanach Zjednoczonych, w stanie Minnesota, w hrabstwie Nobles.